# Nauru na Letních olympijských hrách 1996
Nauru se účastnilo Letních olympijských her 1996 a zastupovali ho 3 sportovci v 1 sportu (3 muži). Jednalo se o historicky první start tohoto státu na letních olympijských hrách. Vlajkonošem výpravy byl vzpěrač Marcus Stephen. Nejmladší z týmu byl Quincy Detenamo, kterému bylo v době konání her 17 let. Nejstarší z týmu byl Marcus Stephen, kterému bylo v době konání her 26 let. Nikomu z výpravy se během her nepodařilo získat medaili.

## Pozadí
Olympijský výbor Nauru byl Mezinárodním olympijským výborem uznán 1. ledna 1994. Na základě této skutečnosti se Nauru mohlo v roce 1996 zúčastnit svých prvních olympijských her. Nauru zde reprezentovali tři vzpěrači, Quincy Detenamo, Gerard Garabwan a Marcus Stephen.

## Disciplíny

### Vzpírání
V olympijské vzpěračské soutěži na hrách v Atlantě měl každý soutěžící k dispozici tři pokusy v trhu a tři pokusy v nadhozu. V nadhozu však soutěžili pouze ti, kteří zaznamenali platný pokus v trhu. Výsledné pořadí pak bylo dáno součtem nejlepšího pokusu v trhu a nejlepšího pokusu v nadhozu.
17letý Quincy Detenamo startoval a na svých prvních a zároveň posledních olympijských hrách. Startoval ve váhové kategorii mužů do 76 kg a celkově získal 252,5 bodu. Umístil se tak na 20. pozici z 24 startujících vzpěračů (3 však závod nedokončili).
Gerard Garabwan se v Atlantě také účastnil svých jediných olympijských her. Startoval v závodě ve váhové kategorii do 91 kg, který se uskutečnil 27. července. Celkově získal 265 bodů a umístil se na 24. místě z 25 startujících vzpěračů (1 však závod nedokončil).
26letý Marcus Stephen se účastnil již druhých olympijských her. Poprvé startoval na olympijských hrách v Barceloně, v té době ještě jako reprezentant Samoy. V Atlantě startoval ve váhové kategorii do 59 kg. Tento závod proběhl 21. července a Stephenovi se v trhu nepodařilo zaznamenat ani jeden platný pokus. Bez platného výkonu nepostoupil do soutěže v nadhozu a závod tak nedokončil.
| Sportovec       | Disciplína    | Trh                 | Trh                 | Nadhoz      | Nadhoz      | Dohromady  | Pořadí     |
| Sportovec       | Disciplína    | Výsledek            | Pořadí              | Výsledek    | Pořadí      | Dohromady  | Pořadí     |
| --------------- | ------------- | ------------------- | ------------------- | ----------- | ----------- | ---------- | ---------- |
| Marcus Stephen  | Muži do 59 kg | bez platného pokusu | bez platného pokusu | nepostoupil | nepostoupil | nedokončil | nedokončil |
| Quincy Detenamo | Muži do 76 kg | 110                 | 23.                 | 142,5       | 20.         | 252,5      | 20.        |
| Gerard Garabwan | Muži do 91 kg | 115                 | 24.                 | 150         | 24.         | 265        | 24.        |